# ماری لوئیز (دوشس پارما)
ماری لوئیز (به آلمانی: Marie-Louise von Österreich) ملکه فرانسه (۱۷۹۱–۱۸۴۷. م. وین) دختر فرانتس دوم، امپراتور مقدس روم بود که در سال ۱۸۱۰م. با ناپلئون بناپارت ازدواج کرد. پس از مرگ ناپلئون، ماری لوئیز نخست با کنت نیپرک و سپس با کنت دو بومبل ازدواج کرد.
وی در ۹ دسامبر سال ۱۸۴۷ دچار بیماری شد و پس از چند روز با بدتر شدن وضیعت بیماری‌اش در ۱۷ دسامبر در خواب درگذشت. بدن وی به وین منتقل شد و در گورابه سلطنتی به خاک سپرده شد.

## نگارخانه

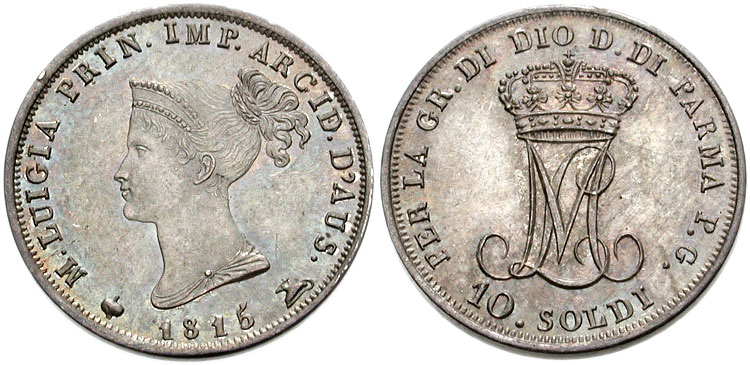
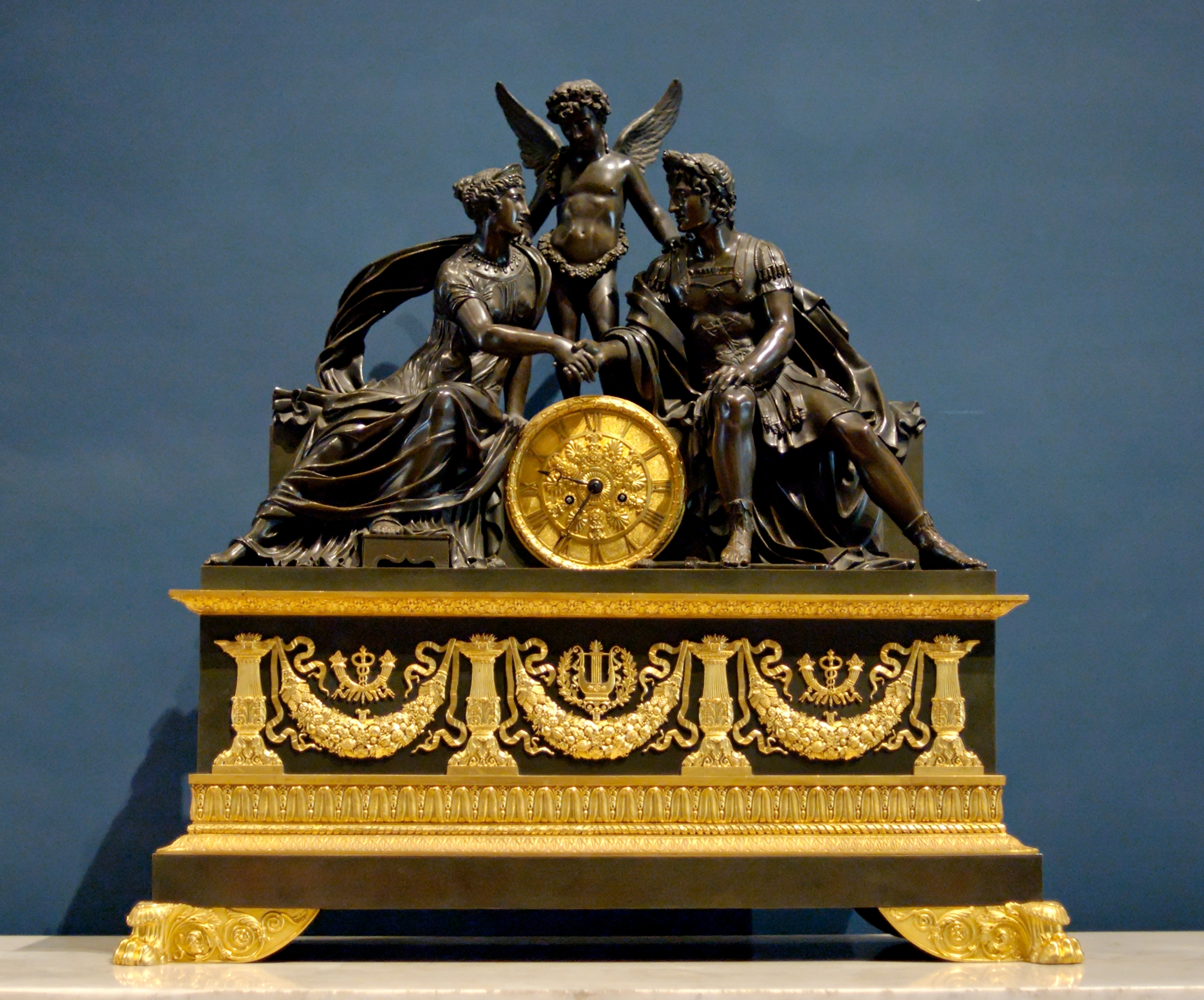
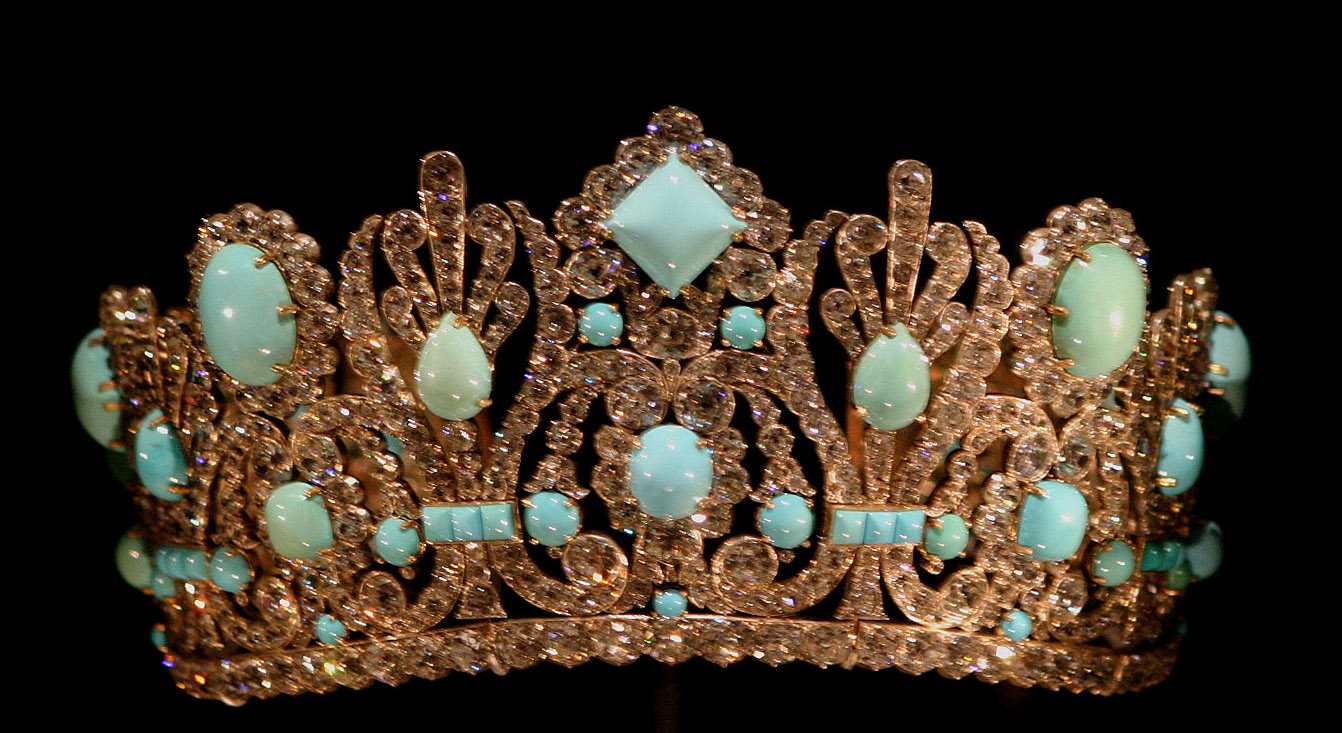